# 퇀펑현

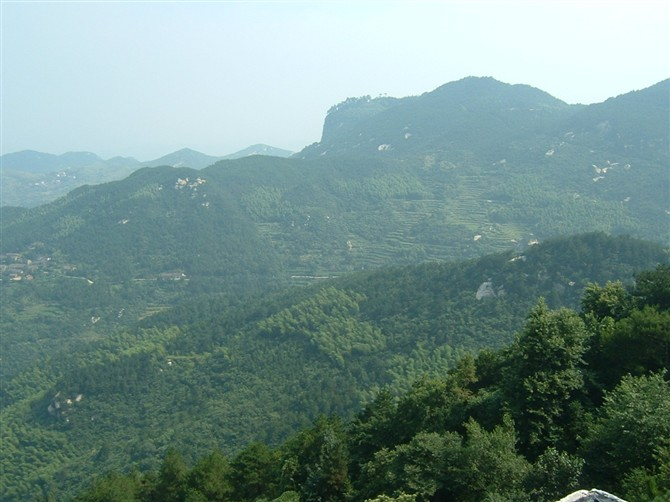

퇀펑현(한국어: 단봉현, 중국어: 团风县, 병음: Tuánfēng Xiàn)은 중화인민공화국 후베이성 황강 시의 현급 행정구역이다. 넓이는 833km2이고, 인구는 2007년 기준으로 370,000명이다.
지역의 경제는 주로 농업으로 목화와 밀, 쌀이 주요 작물이다. 약간의 공업 시설이 있다.

## 행정 구역
8개 진, 2개 향을 관할한다.
- 진: 团风镇, 方高坪镇, 淋山河镇, 回龙山镇, 马曹庙镇, 上巴河镇, 总路嘴镇, 但店镇.
- 향: 贾庙乡, 杜皮乡.